# Khorasan (provincie)
Khorasan (ook wel gespeld als Chorasan, Perzisch: خراسان, Ḫorāsān) was de naam van een voormalige Iraanse provincie met als hoofdstad Mashhad, die in 2004 werd verdeeld in Noord-, Zuid- en Razavi-Khorasan. Kleinere delen werden geïntegreerd in de provincies Yazd, Sistan en Beloetsjistan. De provincie lag op de grens met Turkmenistan en Afghanistan en kwam overeen met het zuidwestelijke deel van de historische regio Khorasan.
De bevolking van de provincie Khorasan was ongeveer 6 miljoen, van wie de overgrote meerderheid sjiitische moslims van Perzische afkomst waren. Daarnaast woonden in Khorasan zeker 400.000 zogenaamde Khorasan-Turken, waaronder de Afshar, evenals een kleine maar significante Koerdische minderheid. In de 17e eeuw hervestigde de Perzische sjah Abbas I 10.000 sjiitische Koerden in Khorasan om een bolwerk te vormen tegen de steeds sterker wordende Turkmeense invasies. De afgelegen provincie werd onder andere ook gebruikt als verbannings- of toevluchtsoord.
Het aantal Afghaanse burgers en vluchtelingen in deze provincie was vanwege de open en moeilijk te beheersen grens met Afghanistan nauwelijks vast te stellen. Aangenomen werd dat tijdens de Afghaanse Oorlog van 1979-1989 ongeveer 2 miljoen Afghanen naar Iran vluchtten. De Afghanen die in Iraans Khorasan wonen, zijn meestal van Perzische afkomst en sjiieten. Ze kwamen met name uit de provincies Herat, Farah, Bamyan en Nimruz.
Veel sjiitische Afghanen, met name uit de grensgebieden, hadden nauwe familie- en andere banden met Iran. Al voor 1980 waren er levendige contacten met Iran. Veel mensen uit Afghanistan kwamen naar Iran als seizoenarbeiders, pelgrims (Imam Reza), handelaars of studenten.